# Coleophora vibicigerella
Coleophora vibicigerella là một loài bướm đêm thuộc họ Coleophoridae. Nó được tìm thấy ở Thụy Điển và Phần Lan to bán đảo Iberia, Ý và Bulgaria and from Đảo Anh to the Baltic States.
Sải cánh dài 10.5–14 mm.
Ấu trùng ăn Achillea millefolium and Artemisia campestris. 